# Strada statale 660 di Acri
La strada statale 660 di Acri (SS 660) è una strada statale italiana, il cui percorso si snoda in Calabria che prende il nome dall'omonimo comune che attraversa.

## Percorso
L'arteria nasce nei pressi di Luzzi staccandosi dalla ex Strada statale 559 di Luzzi, in località Cavoni-ginestreto. Da qui batte verso nord raggiungendo la città di Acri da cui prende il nome, proseguendo poi verso est addentrandosi nella Sila, fino a congiungersi con la Strada statale 177 Silana di Rossano al bivio Gallopane, non lontano dal Lago di Cecita.
Nel 2007 si avviarono i lavori per costruire un nuovo tracciato allo scopo di arginare il problema del tratto di strada che attraversava la frana di serra di vuda,(da sempre esistita la frana nella zona),infatti a causa di questi ,nella stagione invernale, e oltretutto a causa delle abbondanti piogge che colpiscono la zona di Acri, c'era di continuo rischio che la strada franasse improvvisamente rischiando di far rimanere isolata la città Acri. Evento verificatosi nel 1999 quando Acri rimase isolata e questo era un problema per i cittadini furono costretti ad accedere  l'unica strada di collegamento con l'autostrada era una piccola strada comunale denominata Serricella-Croce di Baffi, la quale si ricongiunge al ponte Muccone, allungando di circa 25 Kilometri con lunghi tempi di percorrenza. Il nuovo tracciato comprende un ponte, una galleria, una rotonda. I lavori terminarono nel Dicembre 2011 con il traforo della galleria (salice) di una lunghezza totale di 895 metri. Infine nel luglio 2021 il sindaco di Acri comunicò alla cittadinanza che i lavori del nuovo tratto era stati ultimati e annuncia che l'inaugurazione sarebbe stata giorno 11 Agosto 2021.

## Storia
Con il decreto del Ministro dei lavori pubblici 2199 del 16 marzo 1989 viene classificata come strada statale con i seguenti capisaldi di itinerario: "Innesto s.s. n. 559 al bivio Luzzi - Ponte Mucone - Scanzata di Cosenza - Acri - Innesto s.s. n. 177 al bivio Gallopane".
È in atto la costruzione di un nuovo tracciato come superstrada a due corsie per senso di marcia che da Acri percorre le montagne che si divide nella strada vecchia e la diramazione che si va ad innestare con l'Autostrada A2 del Mediterraneo presso lo svincolo di Sibari.